# 巴榮納列岩

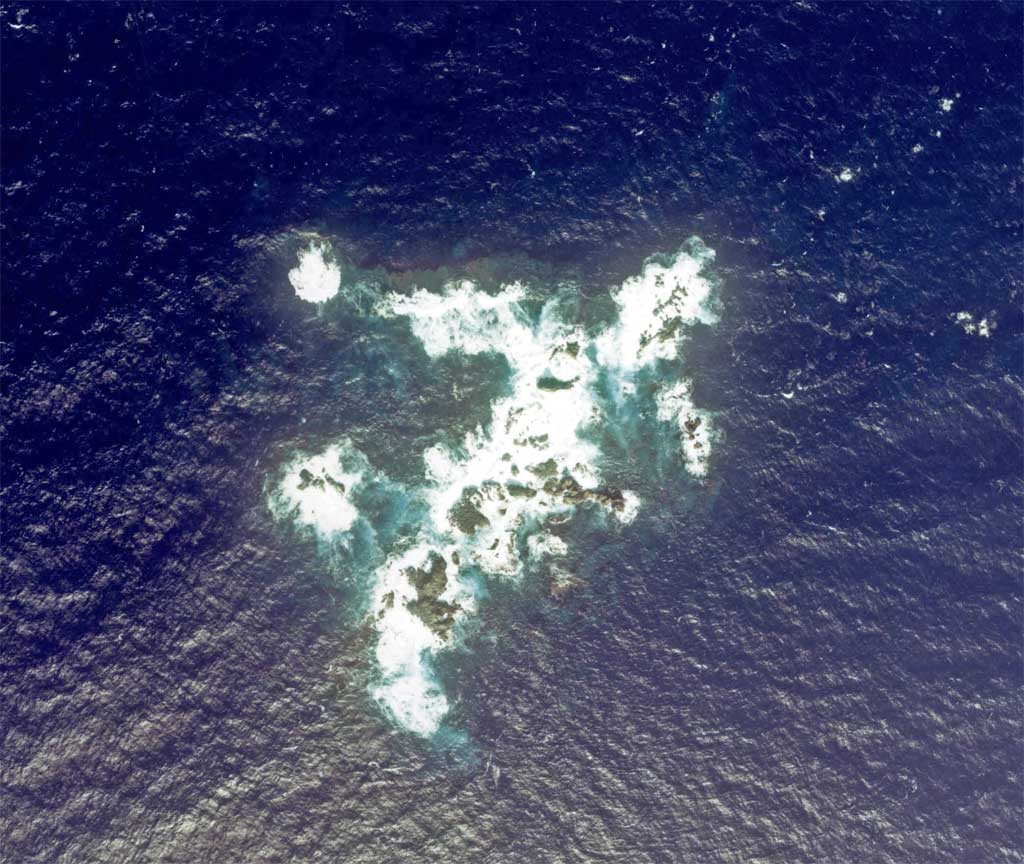
巴榮納列岩

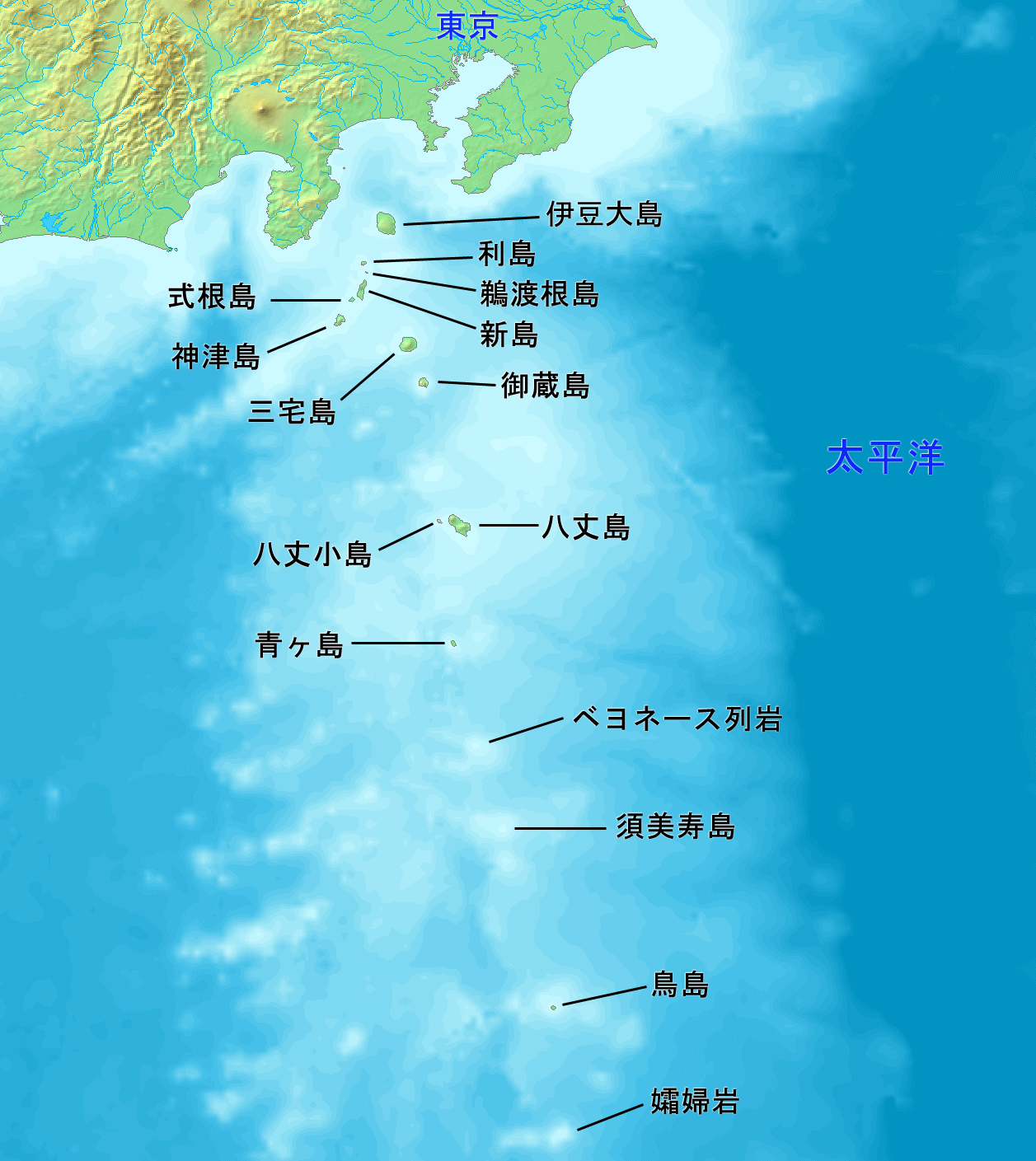
巴榮納列岩的位置

31°53′14″N 139°55′04″E / 31.88722°N 139.91778°E
巴榮納列岩（日语：ベヨネース列岩）是日本伊豆群島的岩礁群。这些岩礁群是1850年法国巡洋舰Bayonnaise在对东京湾以南的岛屿进行勘测时发现的。

## 外部連結
- ベヨネース列岩 （页面存档备份，存于） - 気象庁（日語）